# Ćićevac
Ćićevac (en serbe cyrillique : Ћићевац) est une ville et une municipalité de Serbie situées dans le district de Rasina. Au recensement de 2011, la ville comptait 4 681 habitants et la municipalité dont elle est le centre 9 446.

## Géographie
Ćićevac est située au centre-est de la Serbie, à 14 km au sud de Paraćin et à 23 km au nord-est de Kruševac. Elle se trouve sur la route européenne E761, à proximité de sa jonction avec la E75 (autoroute Belgrade-Niš). La Velika Morava coule à une dizaine de kilomètres au sud et à l'ouest de la ville.

## Histoire
Après la prise de Kruševac par les Ottomans en 1455, la région de l'actuelle Ćićevac fut conquise à son tour. Ćićevac dut alors son origine à des immigrants, dont les premiers virent du Kosovo en 1710. La ville fut libérée une première fois lors du Premier soulèvement serbe en janvier 1806 ; à la tête des insurgés de la région se trouvait le prince Tomić Milić, originaire de Ražanj. Mais, après l'échec de ce premier soulèvement conduit par Karađorđe, la région du Pomoravlje, de Stalać à Paraćin, fit partie du pachalik de Niš et ne fut pas touchée directement par le second soulèvement serbe. Ćićevac fut définitivement libérée des Turcs en 1833 et la ville fit alors partie de la principauté de Serbie gouvernée par le prince Miloš Ier Obrenović.
D'importantes batailles eurent lieu dans la région lors de la guerre serbo-turque de 1876. Les Serbes, battus, durent se replier et les Ottomans brûlèrent le village de Trubarevo, tandis que ses habitants se réfugiaient dans les monts de la Mojsinjska planina. Au cours des guerres balkaniques et lors de la Première Guerre mondiale, de nombreux jeunes gens de la ville et de la région trouvèrent la mort.
Après l'invasion de la Yougoslavie par les nazis en avril 1941, de nombreux soldats serbes de la région furent capturés et emmenés dans des camps de travail en Allemagne. Au cours de l'été 1941, à Ćićevac, fut formée une compagnie (en serbe : četa) de Tchetniks commandée par Kosta Pećanac et qui y resta active jusqu'en 1942. En 1943, le chef tchetnik Draža Mihailović entra à Ćićevac et y organisa un puissant gouvernement local. De leur côté, les Partisans communistes de Tito menèrent diverses actions dans la région, d'abord sur un pont près de Braljina puis sur le pont qui franchissait la Jovanovačka reka.
Après la guerre, Ćićevac fit partie du secteur administratif de Ražanj et, après la réorganisation administrative de 1957, la ville devint le centre d'une municipalité intégrée dans le district de Rasina.

## Localités de la municipalité de Ćićevac

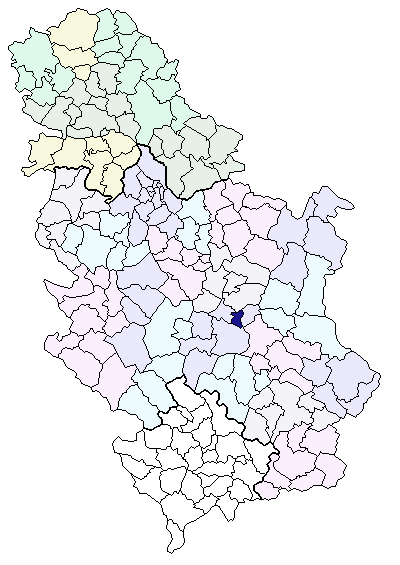
Localisation de la municipalité de Ćićevac en Serbie

La municipalité de Ćićevac compte 10 localités :
| - Braljina - Lučina - Mojsinje - Mrzenica - Pločnik - Pojate - Stalać - Stalać Grad - Trubarevo - Ćićevac |

Ćićevac est officiellement classée parmi les « localités urbaines » (en serbe : градско насеље et gradsko naselje) ; toutes les autres localités sont considérées comme des « villages » (село/selo).

## Démographie

### Ville

#### Évolution historique de la population dans la ville
| 1948  | 1953  | 1961  | 1971  | 1981  | 1991  | 2002  | 2011  |
| ----- | ----- | ----- | ----- | ----- | ----- | ----- | ----- |
| 4 410 | 4 588 | 4 952 | 5 143 | 5 520 | 5 398 | 5 094 | 4 681 |

## Politique
À la suite des élections locales serbes de 2008, les 25 sièges de l'assemblée municipale de Ćićevac se répartissaient de la manière suivante :
| Parti                                                                         | Sièges |
| ----------------------------------------------------------------------------- | ------ |
| Parti démocratique                                                            | 9      |
| Parti démocratique de Serbie - Nouvelle Serbie                                | 6      |
| Parti radical serbe                                                           | 5      |
| Parti socialiste de Serbie - Parti des retraités unis de Serbie - Serbie unie | 3      |
| Mouvement serbe du renouveau                                                  | 2      |
| G17 Plus                                                                      | 1      |

Zlatan Krkić, membre du Parti démocratique du président Boris Tadić, a été élu président (maire) de la municipalité ; il dirigeait la coalition Pour une Serbie européenne, soutenue par le président Tadić et composée du Parti démocratique, du Mouvement serbe du renouveau et du parti G17 Plus.

## Coopération internationale
Ćićevac a signé des accords de partenariat avec les villes suivantes :
- Hrastnik (Slovénie)
- Sveti Nikole (Macédoine)